# Kabinett Kállay

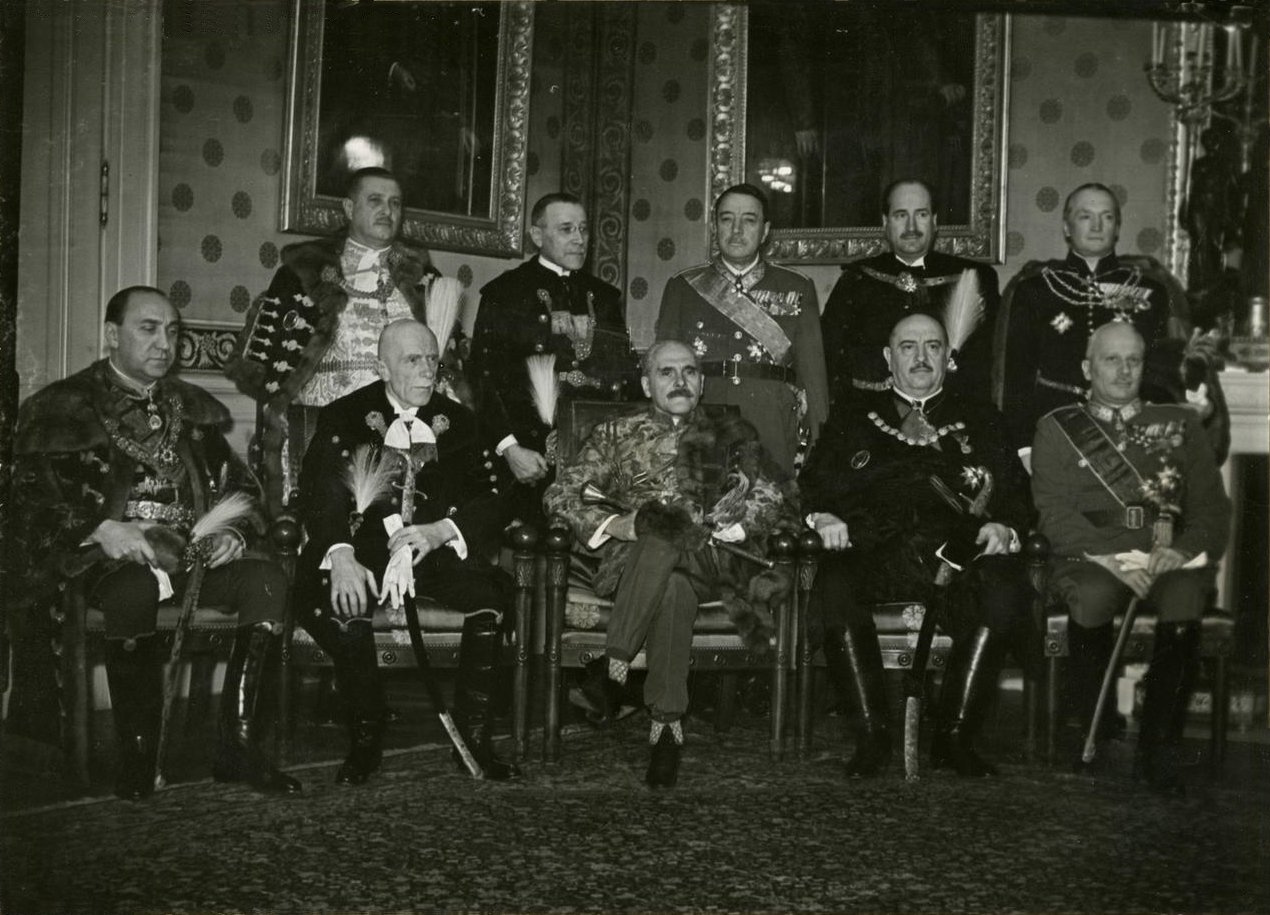
Kabinett Kállay

Das Kabinett Kállay war die Regierung des Königreichs Ungarn von 1942 bis 1944. Es wurde am 9. März 1942 vom ungarischen Ministerpräsidenten Miklós Kállay gebildet und bestand bis 22. März 1944.

## Minister
Parteien:
_ Magyar Élet Pártja (Partei des Ungarischen Lebens)
_ Erdélyi Párt (Siebenbürgische Partei)
_ parteilos
| Amt                                                                    | Amtsträger | Amtsträger               | Beginn Amtszeit   | Ende Amtszeit     |
| ---------------------------------------------------------------------- | ---------- | ------------------------ | ----------------- | ----------------- |
| Ministerpräsident                                                      |            | Miklós Kállay            | 9. März 1942      | 22. März 1944     |
| Innenminister                                                          |            | Ferenc Keresztes-Fischer | 9. März 1942      | 22. März 1944     |
| Außenminister                                                          |            | Miklós Kállay            | 9. März 1942      | 24. Juli 1943     |
| Außenminister                                                          |            | Jenő Ghyczy              | 24. Juli 1943     | 22. März 1944     |
| Verteidigungsminister                                                  |            | Károly Bartha            | 9. März 1942      | 24. Dezember 1942 |
| Verteidigungsminister                                                  |            | Vilmos Nagy              | 24. Dezember 1942 | 12. Juni 1943     |
| Verteidigungsminister                                                  |            | Lajos Csatay             | 12. Juni 1943     | 22. März 1944     |
| Finanzminister, Wirtschaftsminister                                    |            | Lajos Reményi-Schneller  | 9. März 1942      | 22. März 1944     |
| Justizminister                                                         |            | László Radocsay          | 9. März 1942      | 22. März 1944     |
| Ackerbauminister                                                       |            | Dániel Bánffy            | 9. März 1942      | 22. März 1944     |
| Minister für Kultus und Unterricht                                     |            | Bálint Hóman             | 9. März 1942      | 3. Juni 1943      |
| Minister für Kultus und Unterricht                                     |            | Jenő Szinyei Merse       | 3. Juni 1943      | 22. März 1944     |
| Minister für Handel und Verkehr                                        |            | József Varga             | 9. März 1942      | 29. März 1943     |
| Minister für Handel und Verkehr                                        |            | Ferenc Zsindely          | 29. März 1943     | 22. März 1944     |
| Minister für Industrie                                                 |            | József Varga             | 9. März 1942      | 29. März 1943     |
| Minister für Industrie                                                 |            | Géza Bornemisza          | 29. März 1943     | 22. März 1944     |
| Minister ohne Geschäftsbereich für öffentliche Versorgung              |            | Sándor Győrffy-Bengyel   | 9. März 1942      | 14. Juni 1942 (†) |
| Minister ohne Geschäftsbereich für öffentliche Versorgung              |            | Lajos Reményi-Schneller  | 14. Juni 1942     | 30. Juni 1942     |
| Minister ohne Geschäftsbereich für öffentliche Versorgung              |            | István Lossonczy         | 30. Juni 1942     | 19. Oktober 1942  |
| Minister ohne Geschäftsbereich für öffentliche Versorgung              |            | Lajos Szász              | 19. Oktober 1942  | 22. März 1943     |
| Minister ohne Geschäftsbereich für Kriegsfürsorge                      |            | Béla Lukács              | 9. März 1942      | 22. März 1944     |
| Minister ohne Geschäftsbereich für Nationalverteidigung und Propaganda |            | István Antal             | 9. März 1942      | 22. März 1944     |